# Idalus herois
Idalus herois là một loài bướm đêm thuộc phân họ Arctiinae, họ Erebidae.